# 贾锡太
贾锡太（1943年—），河南镇平人，汉族，中华人民共和国政治人物、第十一届全国人民代表大会福建地区代表。
毕业于北京钢铁学院金属材料压力加工系轧钢专业，是中共党员。担任福建省人大常委会副主任。2008年起担任全国人大代表。